# 湖南信息职业技术学院
湖南信息职业技术学院分东、西两院，东院位于湖南省长沙市中心，西院位于长沙市河西望城区高塘岭镇。湖南信息职业技术学院是经湖南省政府批准，湖南省信息产业厅主办、教学业务归口湖南省教育厅管理的普通高等学校。

## 历史沿革
学校创建于1978年，其前身为怀化无线电技校。1985年学校由怀化搬迁至望城区，改校名为湖南省电子工业学校。1999年7月湖南省电子工业学校与湖南省电子职工大学合并为湖南信息职业技术学院，2002年6月学院与托普集团联合办学，改校名为湖南托普信息职业技术学院。2002年12月与托普集团分离，恢复原校名湖南信息职业技术学院。